# ジュゼッペ・アッバーティ
ジュゼッペ・アッバーティ（Giuseppe Abbati、 1836年1月13日 - 1868年2月21日）はイタリアの画家である。「マッキア派」の画家の一人である。

## 略歴
ナポリで生まれた。父親のヴィンチェンツォ・アッバーティ(Vincenzo Abbati : 1803–1874?)も画家で、家族とともに1842年にフィレンツェに移り、1846年からヴェネツィアに移った。父親の仕事から学んだ後、1850年からヴェネツィア美術アカデミーでミケランジェロ・グリゴレッティ(Michelangelo Grigoletti)やバニャーラ(Francesco Bagnara)に学んだ。美術学校でヴィト・ダンコーナ(Vito D'Ancona :  1825-1884)やテレマコ・シニョリーニ (1835-1901)と知り合った。
1858年に家族とナポリに戻り、1859年に王立ボルボニコ博物館で開かれた展覧会に参加し、セレンターノ(Bernardo Celentano)やドメニコ・モレリといった画家と知り合った。1860年にイタリア統一をめざすジュゼッペ・ガリバルディの進軍に参加し、ヴォルトゥルヌスの戦いで、右目を負傷した。1860年の後半にフィレンチェに移り、シニョリーニらの「マッキア派」の画家たちと交流した。
1863年にトリノとフィレンツェの展覧会に風景画を出展した。
1866年、第三次イタリア独立戦争に参加し、オーストリア軍との「クストーツァの戦い」で捕虜になった。12月に解放されてフィレンツェに戻るが、1867年の12月に狂犬病に罹った自分の犬に噛まれて病院で手当てを受けたが死亡した。32歳であった。

## 作品

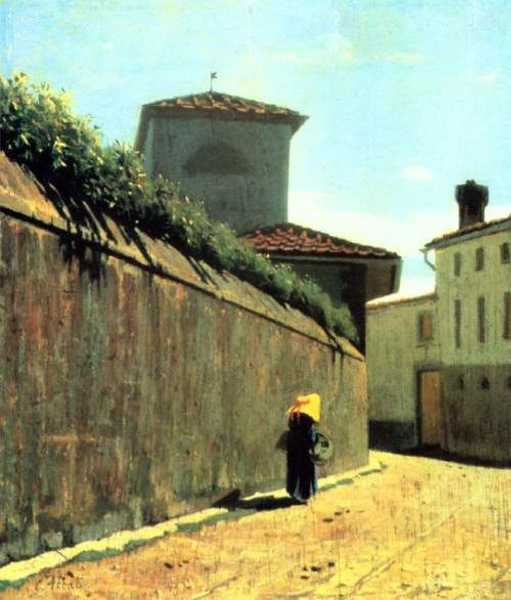
「晴天の小径」(1863/1864)
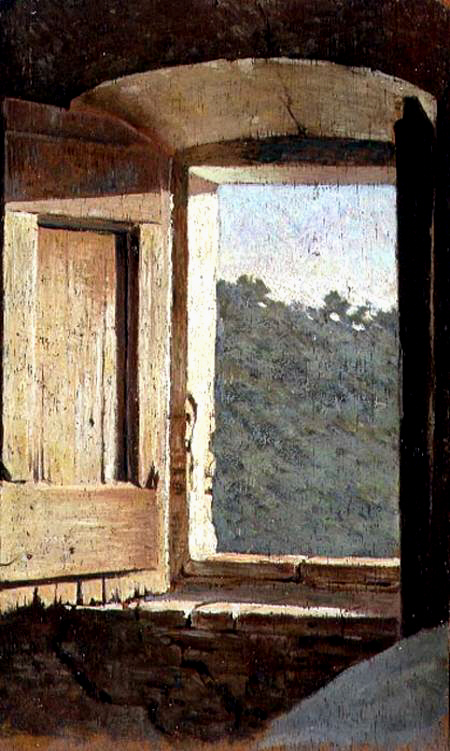
「窓」
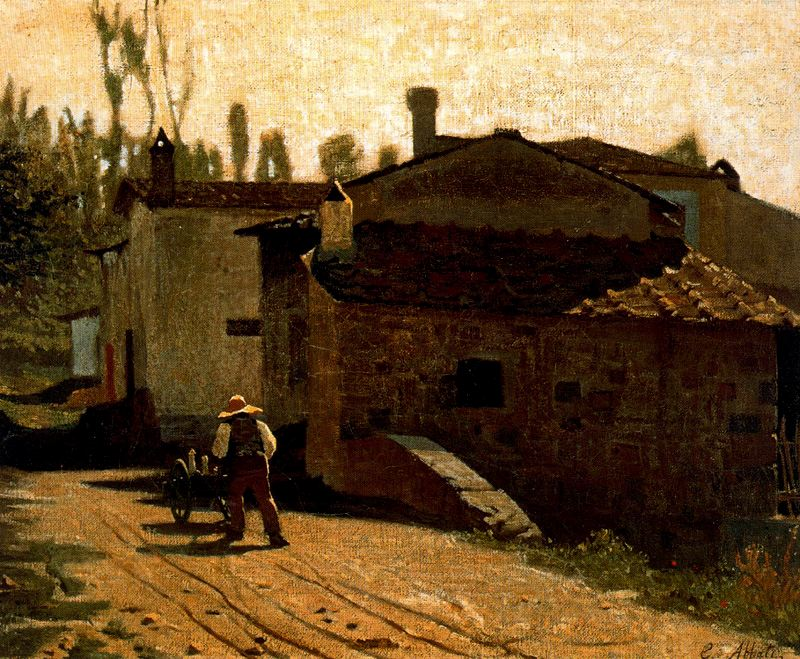
「ピアジェンティーナの牛乳屋」(1864)
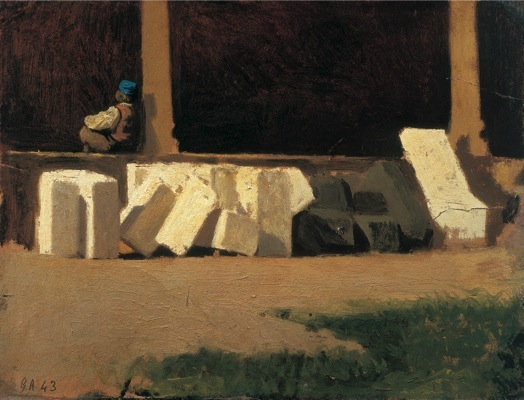
「Interno di un chiostro」(1862)